# Mount Tricorn
Mount Tricorn är ett berg i Antarktis. Det ligger i Västantarktis. Argentina, Chile och Storbritannien gör anspråk på området. Toppen på Mount Tricorn är 1 281 meter över havet.
Terrängen runt Mount Tricorn är varierad. Mount Tricorn är den högsta punkten i trakten. Trakten är obefolkad. Det finns inga samhällen i närheten.